# Antoine de Mitry
Antoine de Mitry (1857-1924), né Marie Antoine Henri de Mitry, est un militaire français.

## Biographie
Il est né le 20 septembre 1857 à Leménil-Mitry (Meurthe-et-Moselle). Entré à Saint-Cyr en 1875, il sort dans la cavalerie comme sous-lieutenant au 5e régiment de chasseurs à cheval ; breveté d'État-Major, chef d'escadron du 2e régiment de spahis algériens en 1898, colonel au 29e régiment de dragons en 1910, il se trouve à la tête d'une brigade de cuirassiers au moment de l'entrée en guerre.
Le 30 août 1914 il reçoit le commandement d'un corps de cavalerie. Il est nommé général de division le 15 février 1915.
Général de Cavalerie, Antoine de Mitry commanda :
- le 2e Corps de Cavalerie, d'octobre 1914 à décembre 1916.
- En avril 1917, il est à la tête du 6e corps d'armée et attaque le Chemin des Dames.
- Du 6 juillet 1918 au 7 août 1918, il commande la IXe Armée.
- du 23 octobre 1918 jusqu'à l'Armistice, il est à la tête de la VIIe Armée.

Le général de Mitry est grand-officier de la Légion d'honneur.
Il meurt en 1924 et est enterré aux Invalides.